# Davide Umiliata
Davide Umiliata (Torino, 30 settembre 1974) è un attore italiano.

## Biografia
Tra il 1998 e il 2000 studia teatro con la compagnia Anna Bolens di Torino e presso l'Accademia dei Filodrammatici di Milano. Intensifica lo studio sul lavoro dell'attore con Roberto Cajafa e Roberto Brivio. Protagonista di diversi spot pubblicitari, lavora come artista di strada e clown, per poi dedicarsi alla prosa e al cabaret. Numerosi i ruoli da protagonista ricoperti negli anni, nelle opere di William Shakespeare, Niccolò Machiavelli, Luigi Pirandello, Georges Feydeau. Lo ricordiamo nell'episodio La storiella della sit-com Camera Café e su Happy Channel diretto da Beppe Recchia.
Dal 2007 collabora con il Teatro alla Scala di Milano in qualità di mimo, diretto tra gli altri da Pier Luigi Pizzi e Robert Carsen. Il 2010 lo vede impegnato sul set di diverse serie televisive, come Distretto di polizia e Un passo dal cielo diretto da Enrico Oldoini con Terence Hill. Sempre nello stesso anno sul set di Centovetrine soap opera italiana prodotta dal 2001.
Le collaborazioni con i Teatri Lirici si consolidano e prende parte a diverse opere prime con il Teatro Regio di Torino e il Rossini Opera Festival di Pesaro. In Tournée presso il Teatro Bol'šoj di Mosca e il Tokyo Bunka Kaikan in Giappone collaborando con importanti registi del panorama Internazionale, tra gli altri Mario Martone, il Regista Torinese Davide Livermoore, Federico Tiezzi e dividendo il palcoscenico con Mariella Devia, Plácido Domingo, Lambert Wilson, Juan Diego Flórez, Anna Jur'evna Netrebko.
Per il cinema, oltre alle collaborazioni con la Radiotelevisione svizzera e Lo Zoo di 105 nei panni di Claudio Mazzoli affiancato da Chiara Francini, prende parte alla produzione de Il sogno del Califfo ricoprendo il ruolo del Colonnello Vincent Yves Boutin diretto da Souheil Ben Barka con Rodolfo Sancho, Carolina Crescentini, Marisa Paredes e con la partecipazione di Giancarlo Giannini.
Il 2020 lo vede protagonista dello spot istituzionale di apertura della 77ª Mostra internazionale d'arte cinematografica di Venezia, prodotto dalla Direzione Creativa Rai e partecipa alla diretta TV della Prima del Teatro alla Scala “…a rivedere le stelle”, un viaggio in un secolo di musica e di cultura italiana ed europea per dare un segnale ai tanti teatri chiusi in tutto il mondo a causa della Pandemia di COVID-19.

## Carriera

### Televisione
- I Caruso, regia di Beppe Recchia (2004)
- CentoVetrine, registi vari (2005)
- La signora delle camelie, regia di Lodovico Gasparini (2005)
- Camera Café, regia di C. Sanchez (2006)
- La freccia nera, regia di Fabrizio Costa (2006)
- Terapia d'urgenza, regia di Carmine Elia (2007)
- La mezzatinta, regia di Franco Fraternale (2008) cortometraggio
- Distretto di polizia, regia di Alberto Ferrari e Matteo Mandelli (2010)
- Un passo dal cielo, regia di Enrico Oldoini (2010)
- CentoVetrine, registi vari (2010)
- Human Protocol, regia di Max Piozzini (2016)
- On Air - Storia di un successo, regia di Davide Simon Mazzoli (2016)
- Il sogno del Califfo, regia di Souheil Ben Barka (2017)

### Cortometraggi
- Depravazione da sonno, regia di Gabriele Toresani (2012)

### Teatrografia parziale
- I racconti degli Arabechi, regia di Anna Marcelli (2000)
- Romeo e Giulietta, Teatro Nuovo di Milano (2001)
- Abelardo ed Eloisa, regia di Roberto Brivio (2001)
- Questa sera si recita a soggetto, regia di Delia Cajelli (2002)
- Oltre il Rogo, regia di Roberto Cajafa (2002)
- Decameron, regia di Delia Cajelli (2003)
- Specialghest, regia di Davide Umiliata (2003) - teatro Giuditta Pasta di Saronno
- La Mandragola, regia di Silvia Donadoni (2004)
- Tra moglie e marito, tratto da Georges Feydeau e Eugène Labiche, regia di Raffaele Spina (2005)
- Candide, regia di Robert Carsen (2007)
- Maria Stuarda, regia di Pier Luigi Pizzi (2008)
- La vedova allegra, regia di Pier Luigi Pizzi (2008)
- I promessi sposi, regia di Raffaele Spina - Teatro stabile di Verona (2008)
- Il viaggio a Reims, regia di Luca Ronconi (2009)
- Aureliano in Palmira, regia di Mario Martone (2012)
- Peter Grimes, regia di Richard Jones (2013)
- La piccola volpe astuta, regia di Robert Carsen (2015)
- Simon Boccanegra, regia di Federico Tiezzi (2016)
- Tamerlano, regia di Davide Livermoore (2017)